# Мальовничий каньйон на річці Кам'янці в Токівських гранітах
Мальовничий каньйон на річці Кам'янці в Токівських гранітах — геологічна пам'ятка природи місцевого значення в Україні. Розташована біля селища Токівське Апостолівського району Дніпропетровської області. 
Статус присвоєно 1974 року. У 2008 році об'єкт, зберігаючи його статус, включено до складу ландшафтного заказника загальнодержавного значення «Кам'янський прибережно-річковий комплекс».

## Характеристика
Каньйон являє собою групу скель, через яку протікає річка Кам'янка (притока Базавлука). Його площа становить 5 га. Масив сформований із рожевих, червоних та зрідка сірих порфіробластових гранітів, які є Токівським комплексом мезоархею віком 2770–2600 млн років. Токівські граніти широко відомі за межами України як високоякісний облицювальний камінь, визнане універсальним каменем, що піддається всім видам обробки і може бути застосований у всіх видах фактури. Починаючи з 1932 року, розробляється чотири ділянки родовища (Водоспад, Центральна, Яма та Пекарня) обабіч річки Кам'янка. 

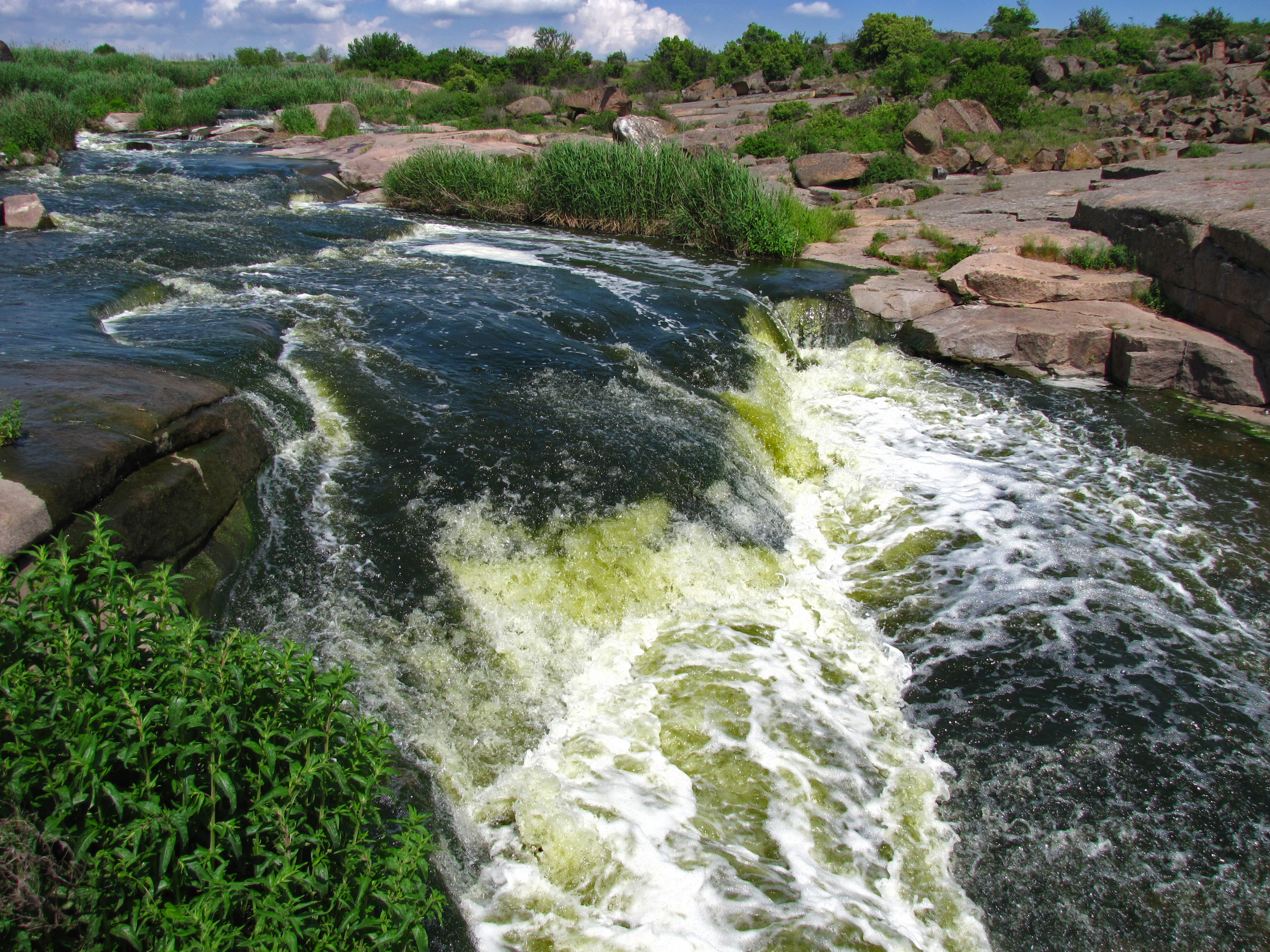
Кам'янка протікає через скелі

Скелі, що утворюють каньйон,— це останці древніх гір. Окрім граніту тут трапляються самоцвіти. Це напівдорогоцінне каміння. У токівських гранітах можна побачити кристали гранати — червоного з чорним мінералу, який здавна був відомим в Україні. Гранат носили панни у своїх прикрасах. Тому навколо мальовничого каньйона є кілька кар'єрів. Низка зближених доволі великих тіл з останцями, з широкою гамою гранітоїдних порід гібридного типу, утворюють Токівський масив. Переважають рожеві порфіровидні граніти із бузковим відтінком. Також трапляються ділянки сірих гранітів. Окрім нормальних гранітів широко представлені сублужні відміни з вмістом лугів до 10%, які за мініральним складом відповідають граносієнітам і навіть сієнітам. У гранітах багато жилоподібних мономінеральних тіл мікрокліна, альбіта та інших плагіоклазів. У результаті метасоматозу утворюються хлорит-біотитові сланці з кристалами гранату до 10 сантиметрів.

## Легенда
Існує цікава легенда про виникнення каньйону. В ній розповідається, що якось кімерійську принцесу Тамірис хотіли спіймати скіфи. І коли вона втікала від переслідувачів, то на шляху натрапила на невелику річку. Потік згодився допомогти дівчині в обмін на її намисто. Царівна кинула прикрасу в річку, а коли до води дійшли скіфи, то вона загриміла, з землі виросли глиби каміння та накрили переслідувачів.